# Руф Затвірник
Руф Затвірник або Руф Послушний (XIV ст.) - чернець Печерського монастиря. Преподобний. 
Прп. Руф відзначився постійним потягом до духовного удосконалення - в постуванні, молитвах, послухах, подвизі і здержливості, які найбільше підніс у печерному затворі.
В публікації архієпископа Модеста читаємо: “Преподобний Руф затвірник, за звичаєм іноцьким, віддавшись Христу, старався Йому від усієї душі вгодити в постах, молитвах послухах, подвигах і терпінні, день від дня бажаючи кращим бути. За ті труди прийняв від Христа радосщі, вготовані святим, а тіло його, тут покладене, чекає остаточної відплати, яку Бог вготував тим, хто люблить Його”..
Його мощі спочивають у Дальніх печерах, біля мощей Мартирія Затвірника та Піора Затвірника.

В акафісті всім Печерським преподобним про нього сказано: 
|  | «Радуйся, Руфе, бо ти взірцем стримання і подвижництва був». |

На зображеннях Собору Києво-Печерських святих святий представлений, як правило, в правій групі п’ятому ряді другим справа, в чернечому вбранні з куколем на голові, в ряду іноків, які спочивають у Дальніх печерах.
Пам'ять 10 вересня і 21 квітня.